# Katie Brown
Katie Brown est une grimpeuse américaine née en 1981. Elle est connue pour ses succès dans des compétitions internationales d'escalade comme les X-Games ou le Rock Master Festival d'Arco lorsqu'elle était adolescente.

## Biographie
Katie Brown est née en 1981. Lorsqu'elle a 13 ans, ses parents déménagent du Colorado au Kentucky. À cette occasion, ses parents lui permettent de découvrir l'escalade en salle. La jeune adolescente est alors prise de passion pour cette discipline. Elle s'investit alors dans l'escalade sportive et commence la compétition lors d'une épreuve à Colorado Springs.
Rapidement et malgré son jeune âge et son peu d'expérience, Katie Brown devient l'une des meilleures grimpeuses du monde les mois suivants,. Elle remporte plusieurs titres aux X-Games et au Rock Master Festival d'Arco. Elle fait ainsi partie des jeunes grimpeurs américains qui remportent de nombreuses compétitions dans le courant des années 1990, à l'instar de Chris Sharma ou Beth Rodden. Après ses années de compétition, la jeune femme se tourne vers l'escalade en falaise. Après plusieurs performances dans des escalades de fissues sur des falaises de l'Utah, Katie Brown se tourne vers les grandes faces du Yosemite comme le Half-Dome.
En 2008, Katie Brown écrit un livre sur et pour les femmes dans le monde de l'escalade.
À partir de la fin des années 2000, la grimpeuse américaine se reconvertit dans le domaine du design et du merchandising.

## Escalade

### Compétitions

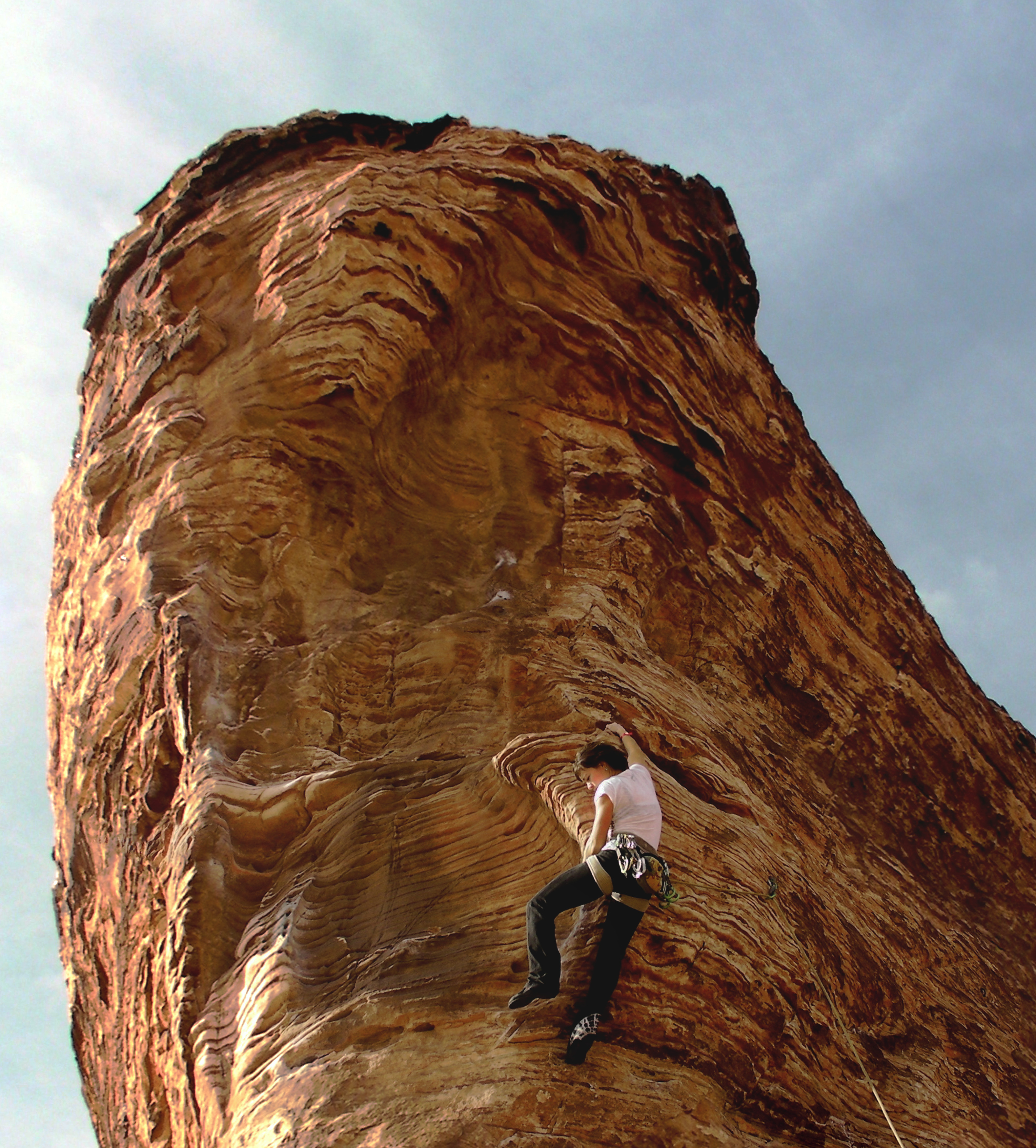
Katie Brown (Calico basin - Red rocks, 2009)

En 1994, Katie Brown remporte un titre de championne nationale en escalade. Dès l'année suivante, elle devient championne du monde junior lors d'une compétition à Laval. En 1996, elle ajoute deux lignes prestigieuses à son palmarès sénior : les X-Games et la compétition internationale du Rock Master Festival à Arco. L'année suivante elle remporte à nouveau ces deux compétitions, puis elle gagne une étape de coupe du monde à Besançon en 1999.

### Falaises
À partir de 1999, Katie Brown grimpe davantage en extérieur et se tourne vers l'escalade en falaise. Elle a réalisé de nombreuses escalades en fissures, principalement dans le désert de l'Utah. Elle a ainsi grimpé les voies Playing Hooky et Tricks are for Kids (à vue).
En 2005, elle tente d'escalader une voie d'extrême difficulté sur la Leaning Tower dans le Yosemite. En 2008, elle réalise une ascension à vue sur le Half-Dome. Encordée avec Alex Honnold, les deux grimpeurs mettent environ 9 heures pour escalader la voie Regular Northwest Face. Bien qu'elle ait déjà réalisé plusieurs performances sur de grandes parois, Katie Brown considère cette ascension comme sa première escalade en libre sur un big wall notable. Quelques mois avant, la grimpeuse avait réalisé une première escalade en libre sur la face ouest d'El Capitan.

## Livre
- (en) Katie Brown (photogr. Ben Moon), Girl on the Rocks: A Woman's Guide to Climbing with Strength, Grace, and Courage, Guilford, Falcon Guides, 2008, 160 p. (ISBN 978-0762745180)